# Yumi Ohka
Yumiko Abe (en japonés: 阿部 由美子, Abe Yumiko) (Koga, 4 de abril de 1979), más conocida por su nombre de ring Yumi Ohka (桜花 由美, Ōka Yumi), es una luchadora profesional japonesa. Originalmente entrenada por la ahora desaparecida promoción JDStar, Ohka ha pasado por las filas de Oz Academy y Pro Wrestling Wave. Es la directora gerente de Zabun Co., Ltd., propietaria de Pro Wrestling Wave.

## Carrera profesional

### JDStar (2001–2007)
Tras trabajar originalmente como actriz de voz, Abe, con una formación deportiva en judo, se pasó a la lucha libre profesional, debutando bajo el nombre de Yumi Ohka el 19 de agosto de 2001, en un combate por equipos, en el que formó equipo con Chiaki Kashiwada contra Keiko Furuta y Teruko Kagawa. Posteriormente, Ohka entró en el dojo de entrenamiento de la promoción JDStar, donde fue entrenada por Jaguar Yokota como parte del programa "Athtress", cuyo objetivo era convertir a las mujeres físicamente atractivas no sólo en luchadoras profesionales, sino también en celebridades, graduándose en el programa el 23 de marzo de 2003. En su primer personaje de lucha libre, Ohka se autoproclamó idol, lo que incluía cantar sus propios temas de entrada y, en ocasiones, realizar actuaciones en medio de los eventos de JDStar.
Tras su graduación, Ohka formó un tag team regular con su compañera The Bloody. El 22 de junio, ambas llegaron a la final de un torneo por el Campeonato Mundial por Equipos de la TWF vacante, antes de ser derrotadas por Maru y Megumi Yabushita. Ohka ganaría su primer título el 10 de agosto, cuando ella y The Bloody derrotaron a Maru y Yabushita en una revancha por el TWF World Tag Team Championship. El 24 de noviembre perdieron el título ante Crow y Fang en un combate a muerte en una jaula de acero con alambre de púas, un tipo de combate elegido por los retadores para obtener ventaja sobre los campeones. Ohka y The Bloody recuperaron el título el 18 de enero de 2004, pero fueron despojadas tres meses después, cuando The Bloody abandonó JDStar.
Al comenzar su carrera en solitario, Ohka participó en el evento principal de JDStar el 6 de junio, perdiendo ante Asami. El 8 de agosto, Ohka hizo una aparición como invitada en la promoción Oz Academy, participando en los torneos Iron Woman Singles y Tag Team, siendo eliminada de ambos en la primera ronda; por Aja Kong en el torneo individual y por Amazing Kong y Chikayo Nagashima en el torneo Tag Team, donde formó equipo con Michiko Omukai. El 26 de junio de 2005, Ohka consiguió su primer gran logro individual al derrotar a Kei Akiyama y ganar la Jupiter League 2005 de JDStar. Con esta victoria, Ohka se consolidó como el "as" de JDStar. Tres días después, Ohka derrotó a Toshie Uematsu para ganar el Ironman Heavymetalweight Championship de Dramatic Dream Team (DDT).
El 23 de septiembre de 2005, Ohka luchó en un evento de Ibuki, donde se enfrentó con Kyoko Kimura a Atsuko Emoto y Ayumi Kurihara en un combate de dos de tres caídas, durante el cual se rompió el ligamento cruzado anterior de la rodilla izquierda. A pesar de su inactividad en la competición, Ohka siguió haciendo apariciones semirregulares para JDStar, incluida la producción de su evento de quinto aniversario el 20 de agosto de 2006.
A principios de 2007, JDStar anunció que iba a cerrar el negocio, lo que llevó a Ohka a apresurarse a hacer una última aparición para la promoción. El 16 de julio, en el último evento de la firma, Ohka luchó contra la novata Misaki Ohata hasta un empate de cinco minutos en lo que se anunció como un "prólogo" para su verdadero regreso.

### Pro Wrestling Wave (2007–presente)
Tras el cierre de JDStar, Ohka, junto con su compañero Gami y el booker Tatsuya Takeshi, formaron la promoción Pro Wrestling Wave, que celebró su primer evento el 26 de agosto de 2007. Este estuvo protagonizado por el regreso oficial de Ohka tras su lesión en el ligamento cruzado anterior, un combate por equipos en el que ella y Michiko Omukai fueron derrotadas por Ran Yu-Yu y Toshie Uematsu. Durante el mes siguiente, Ohka compitió en tres combates individuales consecutivos en eventos principales, perdiendo todos ellos, contra Misae Genki, Nanae Takahashi y Toshie Uematsu.
La racha de derrotas en eventos principales de Ohka terminó el 23 de septiembre, cuando acabó venciendo a otras trece mujeres en una battle royal para ganar la Daily Sports Journal Cup. El 25 de noviembre, Ohka formó equipo con Michiko Omukai para acabar con la racha de imbatibilidad de Ran Yu-Yu y Toshie Uematsu. El 27 de enero de 2008, Ohka participó en un combate de alto nivel, en el que la independiente Manami Toyota hizo una aparición especial y la derrotó en un combate individual. El 16 de agosto, en el primer aniversario de Wave, Ohka disputó su séptimo combate de aniversario, en el que fue derrotada por Hikaru Shida. Ohka y Toyota tuvieron una revancha el 15 de marzo de 2009, en la que Toyota volvió a salir victoriosa.
El 27 de mayo, Ohka participó en el primer torneo Catch the Wave, donde compitió en el bloque "Técnico". Tras dos victorias y una derrota, Ohka pasó a las semifinales el 11 de agosto, donde derrotó a Kana. Más tarde, ese mismo día, Ohka derrotó a Ayumi Kurihara para ganar el Catch the Wave 2009. Durante el torneo, Abe también debutó con un nuevo alter ego enmascarado, Sakura Candle, un personaje cómico supuestamente hecho de cera. Posteriormente, continuó haciendo apariciones esporádicas con este personaje.
El 23 de agosto, en el evento del segundo aniversario de Wave, Ohka fue derrotada en el evento principal por Aja Kong. El 13 de febrero de 2010, Ohka participó en el combate número 100 de Wave, en el que ella y Kana derrotaron a Hiroyo Matsumoto y Shuu Shibutani. El 24 de febrero, Ohka derrotó a la representante de Oz Academy, Mayumi Ozaki, en un evento principal de alto nivel. El 30 de mayo, Ohka participó en el Catch the Wave 2010, buscando defender con éxito su corona. Tras dos victorias, un empate y una derrota, Ohka entró en un combate por decisión el 10 de agosto, en el que derrotó a Kana para pasar a las semifinales.
Sin embargo, al día siguiente, Ohka fue derrotada en su combate de semifinales por Gami. El 3 de octubre, la Pro Wrestling Wave dio un gran paso en el mundo del joshi puroresu, cuando la promoción celebró su primer evento en el Korakuen Hall de Tokio. En el evento principal de la noche, Ohka, Ayumi Kurihara y Sawako Shimono se enfrentaron a Ayako Hamada, Meiko Satomura y Yoshiko Tamura en un combate con límite de tiempo de treinta minutos.
Insatisfecha con su posición en Wave, Ohka se convirtió en heel el 24 de octubre y formó un tag team con Bambi. El 5 de diciembre, Ohka desafió sin éxito a la representante de NEO Japan Ladies Pro Wrestling, Yoshiko Tamura, por los campeonatos de NEO Single y NWA Women's Pacific. El 19 de diciembre, Misaki Ohata también se convirtió en heel y se unió a Ohka y Bambi.
A principios de 2011, Cherry y Hiren se unieron a Ohka, Bambi y Ohata para formar el stable llamado Black Dahlia, en referencia al caso de asesinato de 1947. En la nueva formación, Ohka, la líder original, pasó a un segundo plano frente a Ohata, que se convirtió en la líder de facto del grupo. Como miembro de Black Dahlia, Ohka consiguió ganar su primer combate de la Ola de Olas el 13 de febrero, cuando derrotó a Gami, que había ganado los tres combates anteriores de la Ola de Olas entre las dos fundadoras de la promoción.
Durante los dos meses siguientes, Ohka empató el marcador en los combates de la Ola de Olas al derrotar a Gami primero el 20 de marzo y luego el 10 de abril. El 2 de mayo, Ohka entró en la Ola de Olas de 2011. Después de dos victorias y dos derrotas, que incluyeron una victoria sobre Misaki Ohata, Ohka no logró llegar a las semifinales del torneo por primera vez. El 28 de agosto, Wave celebró su cuarto evento de aniversario, donde Ohka luchó su combate de décimo aniversario, en el que ella, Ohata y Ayako Hamada derrotaron a Aja Kong, Gami y Tomoka Nakagawa, con Ohka inmovilizando a Kong para la victoria. 
Al mes siguiente, Wave celebró el torneo Dual Shock Wave 2011 para coronar a los primeros campeones Tag Team de Wave. Ohka participó en el torneo con la nueva integrante de Black Dahlia, Ayako Hamada, formando el tag team denominado "Black Dahlia". Tras derrotar a Kagetsu y Sawako Shimono en su combate de primera ronda, Ohka y Hamada fueron eliminadas del torneo en la segunda ronda por Gami y Tomoka Nakagawa.
El 27 de octubre, Ohka representó a Wave en el Joshi Puroresu Dantai Taikou Flash Tournament de Sendai Girls' Pro Wrestling, un torneo de eliminación simple en el que se enfrentaron diferentes promociones de joshi. El equipo Wave, que también incluía a Gami, Moeka Haruhi, Shuu Shibutani y Toshie Uematsu, fue eliminado en su combate de primera ronda por el equipo JWP de Command Bolshoi, Hanako Nakamori, Kaori Yoneyama, Kayoko Haruyama y Leon.
El 30 de abril de 2012, Ohka entró en el Catch the Wave 2012, luchando en el bloque de rondas de Black Dahlia. Después de una derrota ante Cherry, victorias sobre Hanako Nakamori, y Misaki Ohata, y un empate contra Tsukasa Fujimoto, Ohka terminó empatada en el primer puesto del bloque. El 1 de julio, Ohka derrotó a Fujimoto en un combate de desempate para avanzar a las semifinales del torneo. El 16 de julio, Ohka fue eliminada del torneo en las semifinales por Ayumi Kurihara, que pasó a ganar todo el torneo.
El 27 de julio, Black Dahlia y el grupo rival White Tails lucharon hasta un empate en un combate de cinco contra cinco, que terminó con Ohka luchando contra Mika Iida hasta un empate de diez minutos. Tras el combate, la líder de Black Dahlia, Misaki Ohata, culpó del resultado a Ohka, señalando que tanto ella como Ayako Hamada, Bambi y Cherry, los otros miembros del stable en el combate, tenían más de 30 años. Ohata reclutó entonces a la joven Mio Shirai, de 24 años, para bajar la edad media del grupo. El empate entre Black Dahlia y White Tails llevó a los dos grupos a acordar la disolución de la cuadra, que conseguiría atraer a menos gente a su evento Wave autoproducido, que tendría lugar los días 7 y 8 de agosto.
El evento de Black Dahlia estuvo encabezado por un combate por equipos de ocho mujeres entre las dos generaciones de la cuadra. En el combate, Ohka, Ayako Hamada, Bambi y Cherry fueron derrotadas por Ohata, Apple Miyuki, Hanako Nakamori y Mio Shirai, con Ohata inmovilizando a Ohka para la victoria después de golpearla con el látigo característico del stable. White Tails terminó ganando la batalla por asistencia 201-191, forzando a Black Dahlia a disolverse.
Ohka y Misaki Ohata se enfrentaron el 26 de agosto en el evento del quinto aniversario de Wave en un combate individual, que ganó Ohata. El 23 de septiembre, Ohka debutó con Ice Ribbon en Ribbon no Kishitachi 2012, donde representó a Pro Wrestling Wave en un combate de seis mujeres de Two Out of Three Falls Wave vs. Ice Ribbon. Ice Ribbon, en el que ella, Gami y Ryo Mizunami derrotaron a Hamuko Hoshi, Maki Narumiya y Tsukasa Fujimoto, y Ohka se impuso a Narumiya. 
Dos días más tarde, Ohka participó en el torneo Dual Shock Wave 2012 con Hikaru Shida, de Ice Ribbon, a quien eligió como compañero después de que Misaki Ohata hubiera elegido a Tsukasa Fujimoto, compañero habitual de Shida, como su propio compañero. En su primer combate de ronda del torneo, Ohka y Shida, presentados juntos como Shidarezakura, fueron derrotados por Shuu Shibutani y Syuri.
Tras ganar a Kurigohan (Ayumi Kurihara y Mika Iida) y a 1st Impact (Makoto y Moeka Haruhi), Shidarezakura terminó su bloque de round-robin con cuatro puntos, empatadas en el primer puesto con Shuu Shibutani y Syuri, lo que forzó un partido de decisión entre ambos equipos. El 16 de noviembre, Ohka y Shida fueron eliminados del torneo Dual Shock Wave, tras sufrir su segunda derrota contra Shuu Shibutani y Syuri en un partido para determinar el ganador de su bloque de round-robin.
El 27 de noviembre, Ohka fue derrotado en un combate individual por Kana, quien entonces anunció que, como resultado de su derrota, Ohka había perdido el derecho a llamarse a sí mismo el "as" de Wave. El 4 de enero de 2013, Ohka y Hikaru Shida no lograron capturar el Wave Tag Team Championship de Misaki Ohata y Tsukasa Fujimoto en un combate por el título, que terminó en un empate por tiempo límite de treinta minutos.
El 17 de febrero, Ohka, como ganadora de Catch the Wave 2009, consiguió la entrada en un torneo para determinar la campeona individual inaugural de Wave y derrotó a su rival Misaki Ohata en su combate de semifinales. El 17 de marzo, Ohka derrotó a Kana en la final para ganar el torneo y convertirse en la campeona individual inaugural de Wave. Ohka realizó su primera defensa exitosa del título el 21 de abril contra Yuu Yamagata.
El 15 de julio, Ohka se convirtió en doble campeona de Wave, cuando ella y Hikaru Shida derrotaron a Triple Tails.S (Kana y Mio Shirai) por el Campeonato Tag Team de Wave. Sin embargo, tras un reinado de sólo un mes, Shidarezakura perdió el Campeonato Tag Team de Wave ante Yoko Hatanaka (Gami y Tomoka Nakagawa) en su primera defensa el 15 de agosto. El 25 de agosto, Ohka realizó su segunda defensa con éxito del Campeonato Individual de la Ola contra su rival y ganadora del Catch the Wave 2013, Misaki Ohata. Del 1 de septiembre al 6 de octubre, Ohka participó en el torneo Dual Shock Wave 2013, donde formó equipo con Kana bajo el nombre de equipo Giann's. El equipo llegó hasta la final del torneo, antes de perder contra Las Aventureras (Ayako Hamada y Yuu Yamagata) en un combate a tres bandas, en el que también estaba Muscle Venus (Hikaru Shida y Tsukasa Fujimoto).
El 30 de octubre, Ohka realizó su tercera defensa exitosa del Campeonato Individual de la Ola contra Tomoka Nakagawa, vengando una derrota sufrida durante el Dual Shock Wave de 2013. El 20 de noviembre, Ohka combinó sus dos tag teams con Hikaru Shida y Kana para formar un trío llamado Shidare Giann's para un Torneo Tag de 6 personas. En la primera ronda, en un combate de dos de tres caídas, las tres derrotaron a Urayama Arrows (Natsuki Urabe, Rina Yamashita y Yako Fujigasaki). El 27 de noviembre, Shidare Giann's fue eliminada del torneo en un combate por sumisión en semifinales por Revolución Yoko Hatanaka (Gami, Kyoko Kimura y Tomoka Nakagawa).
El 15 de diciembre, Ohka realizó su cuarta defensa exitosa del Campeonato Único de Wave contra Shuu Shibutani. Tras la retirada de Gami de la lucha libre profesional a finales de 2013, Ohka se convirtió en la nueva representante oficial de Wave. Ohka realizó su quinta defensa exitosa del Campeonato Único de Wave el 26 de enero de 2014, cuando luchó contra Misaki Ohata hasta un empate por tiempo límite de treinta minutos. El 2 de marzo, Ohka realizó su sexta defensa exitosa contra la representante de JWP, Kayoko Haruyama, como parte de una rivalidad argumental entre las dos promociones.
La séptima defensa exitosa del título de Ohka tuvo lugar el 20 de abril, cuando derrotó a Hikaru Shida. Del 5 de mayo al 22 de junio, Ohka participó en la porción round-robin del torneo Catch the Wave 2014, ganando su bloque con un récord de tres victorias, dos empates y una derrota, sufrida ante Tsukasa Fujimoto. El 27 de julio, Ohka fue eliminada del torneo en las semifinales por Misaki Ohata. El 24 de agosto, el reinado de diecisiete meses de Ohka como campeona individual de la Ola llegó a su fin, cuando perdió el título ante la ganadora de la Ola 2014, Hikaru Shida, en su octava defensa.
El 23 de septiembre, Ohka entró en el Dual Shock Wave 2014, formando equipo con Tsukasa Fujimoto, de Ice Ribbon, jugando con los roles de dirección de ambos en sus respectivas promociones de origen. Sin embargo, fueron eliminados del torneo en la primera ronda por Plus Minus 2014 (Mio Shirai y Misaki Ohata). El 5 de octubre, Ohka hizo una aparición especial para All Japan Pro Wrestling, formando equipo con Shuu Shibutani en un combate por equipos, donde derrotaron a Kana y Mika Iida. El 20 de julio de 2015, Ohka se convirtió en la primera ganadora en dos ocasiones de Catch the Wave al derrotar a Mika Iida en la final de la versión 2015 del torneo.
El 28 de enero de 2017, Ohka y Yuki Miyazaki, facturadas colectivamente como "Over Sun", derrotaron a Avid Rival (Misaki Ohata y Ryo Mizunami) para ganar el Wave Tag Team Championship. Perdieron el título ante Cherry y Kaori Yoneyama en su quinta defensa el 2 de julio. El 29 de diciembre, Ohka derrotó a Misaki Ohata para convertirse en la primera bicampeona del Wave Single.

### Oz Academy (2010–presente)
Después de cinco años y medio ausente, Ohka regresó a Oz Academy el 21 de febrero de 2010, cuando comenzó a trabajar regularmente para la promoción. En su combate de regreso, Ohka fue derrotada por la dueña de la promoción, Mayumi Ozaki, en un combate por equipos, en el que ella y Dynamite Kansai se enfrentaron a Ozaki y Takako Inoue. Después, Ohka se convirtió en heel y se unió al Ozaki-gun de Ozaki, que además de ellas dos e Inoue, también incluía a Hiren y a las no luchadoras Mika Nishio y Police.
Ozaki-gun se involucró principalmente en un feudo con el stable Jungle Jack 21 de Aja Kong. Al final del año, Ohka ganó tanto el Premio Especial como el Premio Impacto, este último por el momento, cuando se unió a Mayumi Ozaki, según la votación de los fans de la promoción. El 19 de febrero de 2011, Ohka e Hiren desafiaron sin éxito a Chikayo Nagashima y Sonoko Kato por el Oz Academy Tag Team Championship. El 23 de septiembre, Ayumi Kurihara, Nagashima (otra vez), Hiroyo Matsumoto y Ran Yu-Yu se unieron a Ozaki-gun, que pasó a llamarse Seikigun, sustituyendo a la retirada Hiren y a Inoue, que fue expulsada del grupo.
El 27 de noviembre, Ohka y Matsumoto derrotaron a los campeones del Tag Team de Oz Academy, Carlos Amano y Manami Toyota, en un combate sin título. El 26 de febrero de 2012, Ohka, Matsumoto, Nagashima y Yu-Yu tuvieron un combate a cuatro bandas para determinar el aspirante número uno al Campeonato de Peso Abierto de la Academia Ozaki de su líder Mayumi Ozaki. Ohka fue eliminada del combate por la ganadora final, Chikayo Nagashima. El 10 de febrero de 2013, Ohka y Mayumi Ozaki derrotaron a Akino y Ayumi Kurihara para ganar el Oz Academy Tag Team Championship. Sin embargo, perdieron el título apenas 28 días después en su primera defensa ante el equipo de Hiroyo Matsumoto y Tomoka Nakagawa de Jungle Jack 21.

### Combates en Norteamérica (2011–presente)
El 1 de octubre de 2011, Ohka hizo su debut en Estados Unidos para la promoción Shimmer Women Athletes en Berwyn (Illinois), perdiendo ante Sara Del Rey como parte del Volumen 41. Más tarde ese mismo día en el Volumen 42, Ohka derrotó a Courtney Rush. Al día siguiente, en los volúmenes 43 y 44, Ohka derrotó a Mia Yim y perdió ante Serena Deeb, respectivamente. Durante su semana en Norteamérica, Ohka también hizo una aparición para nCw Femmes Fatales en Montreal (Canadá) el 8 de octubre, perdiendo ante Cheerleader Melissa.
El 27 de octubre de 2012, Ohka regresó a los Estados Unidos y a Shimmer Women Athletes, derrotando a Christina Von Eerie como parte del Volumen 49. Más tarde, en el Volumen 50, Ohka fue derrotada por Kellie Skater. La noche siguiente, en el Volumen 51, Ohka derrotó a la campeona del Shimmer Tag Team, Nicole Matthews, en un combate individual. Más tarde, esa misma noche, en el Volumen 52, Ohka derrotó a su compañero de  Wave, Ryo Mizunami, en su último combate del fin de semana.
Ohka hizo su tercer viaje a Shimmer en abril de 2014, derrotando a Athena en las grabaciones del Volumen 63 el 12 de abril y desafiando sin éxito a Cheerleader Melissa por el Campeonato de Shimmer más tarde esa misma noche en el Volumen 64. Al día siguiente, Ohka derrotó a LuFisto en el Volumen 65 y a Melanie Cruise en el Volumen 66.
Ohka regresó a Shimmer el 11 de abril de 2015, perdiendo ante Madison Eagles en el Volumen 72. Al día siguiente, en el Volumen 74, Ohka derrotó a Nicole Savoy. Ohka regresó a Shimmer el 10 de octubre, derrotando primero a Makoto en el Volumen 76 y luego perdiendo ante Jessicka Havok en el Volumen 77. Al día siguiente, Ohka formó un tag team con Cheerleader Melissa, y las dos derrotaron a Hiroyo Matsumoto y Makoto en el Volumen 78 y a KC Spinelli y Xandra Bale en el Volumen 79. Ohka volvió a Shimmer en junio de 2016. Ohka formó equipo con Melanie Cruise a lo largo de la carrera y en el Volumen 85, las dos desafiaron sin éxito a Evie y Heidi Lovelace por el Campeonato de Tag Team de Shimmer.

## Campeonatos y logros
- Dramatic Dream Team
  - Ironman Heavymetalweight Championship (1 vez)[1][3][4]
- JDStar
  - TWF World Tag Team Championship (2 veces) – con The Bloody[1][3][4][12]
  - Jupiter League (2005)[1][3][4]
- Oz Academy
  - Oz Academy Tag Team Championship (1 vez) – con Mayumi Ozaki[1]
  - Impact Award (2010) – con Mayumi Ozaki
  - Special Award (2010)
- Pro Wrestling Wave
  - Wave Single Championship (2 veces)[1]
  - Wave Tag Team Championship (4 veces) – con Hikaru Shida (1), Mio Momono (2) y Yuki Miyazaki (1)[1]
  - Catch the Wave (2009, 2015)[1][4]
  - Daily Sports Journal Cup (2007)[17]
  - Obasan Next Tournament (2017)
  - Regina di Wave Tournament (2013)[61]
  - Catch the Wave Best Bout Award (2011) vs. Ayumi Kurihara, el 29 de mayo[123]
  - Catch the Wave Best Bout Award (2015) vs. Ryo Mizunami, el 10 de junio[90]
  - Catch the Wave Best Performance Award (2015)[90]